# Natri tetrahydroxozincat
Natri tetrahydroxozincat là một trong các oxit hay hydroxide của kẽm mang điện tích âm. Công thức hóa học của nó là Na2Zn(OH)4; tuy nhiên, thông thường công thức hóa học chính xác không quá quan trọng và có thể coi rằng dung dịch zincat bao gồm hỗn hợp nhiều chất.

## Hydroxozincat
Dung dịch natri zincat có thể điều chế bằng cách hòa tan kẽm, kẽm hydroxide, hay kẽm oxit trong dung dịch natri hydroxide. Phương trình đơn giản cho các quá trình phức tạp đó là:
ZnO + H2O + 2NaOH → Na2Zn(OH)4
Zn + 2H2O + 2NaOH → Na2Zn(OH)4 + H2↑
Từ các dung dịch trên, ta có thể làm kết tinh các muối chứa các anion Zn(OH)42−, Zn2(OH)62−, và Zn(OH)64−. Na2Zn(OH)4 gồm ion zincat kiểu tứ diện và cation natri kiểu bát diện.
Muối Sr2Zn(OH)6 chứa kẽm trong một hình cấu phối trí bát diện.

## Oxozincat
Có các hỗn hợp oxit liên quan được biết đến như Na2ZnO2, Na2Zn2O3,, Na10Zn4O9.